# Danil Krugovoy
Danil Vladislavovich Krugovoy (tiếng Nga: Дани́л Владисла́вович Кругово́й; sinh ngày 28 tháng 5 năm 1998) là một cầu thủ bóng đá người Nga thi đấu cho F.K. Zenit-2 St. Petersburg.

## Sự nghiệp câu lạc bộ
Anh có màn ra mắt tại Giải bóng đá Quốc gia Nga cho F.K. Zenit-2 St. Petersburg vào ngày 9 tháng 11 năm 2016 trong trận đấu với FC Tyumen.

## Quốc tế
Anh vào sân từ ghế dự bị trong trận đấu của Đội tuyển bóng đá U-17 quốc gia Nga tại Giải vô địch bóng đá U-17 châu Âu 2015. Sau đó anh đá chính cả bốn trận tại Giải vô địch bóng đá U-17 thế giới 2015.